# Daniela Kolářová
Daniela Kolářová (ur. 21 września 1946 w Chebie) – czeska aktorka. Laureatka nagrody Czeski Lew za najlepszą rolę drugoplanową w filmie Czeski błąd (2009; reż. Jan Hřebejk)

## Kariera aktorska
W latach 1964-68 studiowała na Akademii Sztuk Scenicznych w Pradze na wydziale teatralnym. Jeszcze przed ukończeniu szkoły w 1967 zadebiutowała na ekranie główną rolą w filmie pt. Soukromá vichřice w reżyserii Hynka Bočana. W latach 1968–71 grała w Teatrze im. S.K. Neumanna (obecnie pod nazwą Teatr pod Palmovkou) w praskiej dzielnicy Libeň. Nieprzerwanie od 1971 jest aktorką Teatru na Vinohradach w Pradze; choć gościnnie występowała także na scenach innych praskich teatrów; m.in.: Teatru Komedia, Teatru Na zábradlí czy Teatru Švandy na Smíchovie.
Praktycznie od początku swojej kariery jest również popularną aktorką filmową i telewizyjną. W latach 70. zagrała w komediach: Królewskie igraszki (1969), Lato z kowbojem (1976), Spotkanie w lipcu (1978), Piorun kulisty (1978) czy Na skraju lasu (1976) w reżyserii Jiříego Menzela; a także w musicalu Noc na Karlštejně (1973). Wystąpiła w 4 filmach Jana Svěráka: Szkoła podstawowa (1991), Akumulator 1 (1994), Ciemnoniebieski świat (2001) i Butelki zwrotne (2007).
Grała także w popularnych serialach TV: Trzydzieści przypadków majora Zemana (1974-79), Szpital na peryferiach (1977 i 1981), Kobieta za ladą (1977), Synowie i córki Jakuba szklarza (1985), Szpital na peryferiach po dwudziestu latach (2003).

## Kariera polityczna
Na przełomie lat 80. i 90. angażowała się w działalność polityczną. W latach 1990–92 była posłanką do Czeskiej Rady Narodowej.

## Życie prywatne
Była żoną aktora i reżysera Jiříego Ornesta (ur. 1946, zm. 2017). Para rozwiodła się w 1988 po 14 latach małżeństwa, jednak w połowie lat 90. ponownie wzięli ślub. Mieli dwóch synów: Šimon (ur. 1974) i Matěje (ur. 1977).
Działa także charytatywnie w organizacjach wspierających osoby dorosłe z niepełnosprawnością intelektualną.

## Odznaczenia
W 2024 roku została odznaczona Medalem Za Zasługi I stopnia.